# 喀爾文主義預定論
加尔文主义预定论（英語：Calvinistic doctrine of predestination）是加尔文主义神学理论体系的中心理论和加尔文主义者的主要信念。《西敏斯特信仰信条》宣称，上帝“自由不变地预定了将来所要发生的一切”。加尔文主义者相信上帝在创世以前拣选了祂要拯救的人，使被拣选者最终进入神的国；他们同时相信上帝不予拯救的其余人将下地狱。
加尔文主义者将其“预定论”适用于其救赎论，认为上帝以其恩典指定某些人得救的永恒命运，而留下其余的人为他们自己的罪甚至人类的原罪得到永恒的诅咒。但其中仍有差異，前者称“无条件的拣选”, 后者称“遗弃”。加尔文主义认为，一个人必须被上帝所预定，蒙有效的呼召（更新/重生）而得到神赐给他的信心，然后才会愿意相信耶稣基督，或者说想要去被称义都是預先命定。加尔文亦認為預定論和自由意志互不矛盾，兩者同時為因果，是並行不悖、相輔相成的。
加尔文主义神学的创始人约翰·加尔文认为“选民”永远不会失去他们得到的救恩，并且会从他们自己的行为知道自己將會得救，所以這上帝預定的人在社會上必負擔重責大任，在工作上有傑出表現，他知道自己在世間上榮耀，是天命，因為他是上帝註定的那個人。

## 发展
在教会发展中，救恩论是主要的辩论话题，正确的救恩论是建立在圣经真理基础上的，于是历代很多神学家在此问题上不断争论，为保全耶稣基督救恩的真理，甚至不惜教会分裂。
基督信仰创立之初，保罗就受圣灵指示，在以弗所书（第一章4～6节）中写下：“就如神从创立世界以前，在基督里拣选了我们，使我们在他面前成为圣洁，无有瑕疵。又因爱我们，就按着自己意旨所喜悦的，预定我们，借着耶稣基督得儿子的名分，使他荣耀的恩典得着称赞。这恩典是他在爱子里所赐给我们的。”。《哥林多前书》（第十二章第三节）：“所以我告诉你们，被神的灵感动的，没有说耶稣是可咒诅的。若不是被圣灵感动的，也没有能说耶稣是主的。”说明是神（圣灵）让人说出“耶稣是主”，而只有承认耶稣是主的才能得救（约翰福音第3章第16节），因此很清楚地说明了神的主动拣选。
再后来的教会中，有关救恩论的问题爆发出来，奥古斯丁与贝拉基的思想争锋相对。贝拉基认为：人类没有原罪、人可以靠努力而全善、强调道德律，也就是说贝拉基认为人可以靠行为得救。而奥古斯丁认为：肯定原罪、人性完全的败坏、人自己没有行善能力，也就是人没有自我救赎的能力，完全靠着上帝的恩典。这场争论在那时代的教会上影响深远，总的来说，贝拉基主义被定为异端。最后教皇英诺森一世把贝拉基和色勒斯丢都逐出了教会。东罗马帝国皇帝狄奧多西二世在公元430年也把贝拉基主义者从东帝国驱赶出去，这种异端被431年召开的以弗所会议和529年召开的第二次奥兰治会议反复定罪。事实上，奥兰治会议甚至也谴责了半贝拉基主义，半贝拉基主义认为恩典是必要的，但是人的意志原本上是自由的，可以选择是否与神所赐下的恩典配合。
宗教改革时期，慈运理、加尔文和约翰·诺克斯等神学家发展了归正神学。这段时期有关预定论的话题主要在于阿米念主义和归正神学之间。
现今，不少教会为了迎合世俗的所谓“人本主义精神”，教会强调人本，对神的主权有所忽视，认为加尔文主义是“陈词滥调”。这样的现象又引起了争论，不少传道人对此现象加以指责。
著名传道人司布真论道预定论时说：“加尔文所传讲的，奥古斯丁传讲过，保罗传讲过，也就是我今天必须传讲的，不然我就是愧对自己的良心，愧对我的上帝了。我不能修改真理，我也不知什么叫作‘去掉棱角’。约翰·诺克斯的福音就是我的福音；那响彻苏格兰大地的，今天也必要再一次响彻英格兰上空。”

## 信条表述
1646年完成的《西敏斯特信仰信条》第三章声称：
- “在永恒中，上帝就按其至圣至智的旨意，自由不变地预定了将来所要发生的一切。”
——“祂预定某事，并非因祂预知将来此事如何，或预知此事在这些条件下必然发生。”
  - “为了彰显祂的荣耀，上帝预定有些人和天使得永生，而其余的人或天使则受永死。”
——“如此被预定的天使和人，都有个别性的计划，并且是不变的。”
    - “除选民以外，无人被基督救赎”
      - 对于“选民”：“上帝预见到他们的信心、善行或在其上的坚忍，或是预见到人身上其它任何因素，都不是上帝预定他们的条件或原因”；
        - “由祂的灵按时运行，有效地呼召他们归信基督”；
        - “并藉着信，得蒙祂的权能保守，以致得救”。

      - 至于其余的人：“为了使祂对受造者的主权，得着荣耀，祂随己意撇弃他们”；
        - “并预定他们因自己的罪受羞辱，遭忿怒，使祂荣耀的公义得着称赞”。

## 批评
有不少教派对加尔文主义预定论有所批评。

### 信义宗
路德宗一向拒絕加爾文主義的「預定受罰論」，認信文獻《協同書》摘要清楚指出，加爾文此教導是「褻瀆上帝而且可怕的錯誤」。他們認為，聖經已經清楚教導上帝不願一人沉淪，乃願人人都悔改得拯救。(彼得後書3:9 （页面存档备份，存于）; 提摩太前書2:4 （页面存档备份，存于）)

### 普救论者
普救论认为，上帝要拯救全世界，耶稣是为全人类死的，所有人都会得救，包括许多没有信耶稣就死掉的人也会得救。这种观点既然相信耶稣会拯救全人类，自然也无所谓“预定”与“不预定”，故有反对加尔文主义预定论之嫌。支持加尔文主义预定论的神学家则认为这明显与圣经中大量描述的众多不信的人下地狱的经文冲突，如启示录二十一章八节、启示录二十章十四节、马太福音十章二十八节、马太福音五章三十节、马太福音十三章四十至四十二节、二十五章三十一、四十一、四十五、四十六节等等，且诗篇三十七篇十节、二十节明确指出恶人要灭亡，并不是像普救论者说得那样“全人类都得救”。

### 天主教会
对于救恩，天主教會与阿民念主义者一样，认为救恩能够失去。天主教會相信“任何大罪都能使人丧失称义之恩；能够重新得着：借着告解圣事。所以要坚持到底，直到最后一口气，因没有必然把握”。在某种意义上，这种观点婉转地否认了预定论。而反对这种观点的教派则认为《约翰福音》第10章第27至29句是指救恩不能失去，《约翰一书》第5章第13句是指信徒可以知道自己被拣选有着永生的把握。

## 基督教界各方立场
基督教各教派、教会及其代表人士对争议性的加尔文主义预定论的态度不同，在下面列出。

### 赞成
- 新教加尔文主义（所谓“归正神学”）派系
  - 归正宗（改革宗）
  - 长老宗（长老会）
  - 循道宗
  - 浸信宗
  - 福音派

### 反对
- 东方基督教
  - 东正教会
  - 东方正统教会
  - 东方亚述教会
- 西方基督教
  - 天主教会
  - 新教
    - 循道宗
      - 卫理公会

### 赞成
- A Brief Declaration on Predestination （页面存档备份，存于） by Theodore Beza
- Reformed Doctrine of Predestination （页面存档备份，存于） by Loraine Boettner
- "Unconditional Election" （页面存档备份，存于） by GotQuestions.org
- Some Thoughts on Predestination by B.B. Warfield
- Divine and Human Freedom - by Andrew Sandlin.  Good explanation of free will under a Calvinist system (ie. difference between Calvinist predestination and fatalism)

### 反对
- 约翰·卫斯理：
  - Sermon #58: "On Predestination"
  - Sermon #128: "Free Grace"